# 马来西亚私会党
马来亚华人社团、团体、私会党，指馬來亞的秘密結社、秘密會黨，均為洪門（天地會、三合会）在海外的擴散與繁衍。早期有著名的义兴公司和海山公司。私会党传入马来亚，也是与中国移民同一时期。根据巴素博士说：“马来亚华人私会党，大体来说，出于天地会分脉，亦称为洪门，也叫做三合。”它們在中国已生存有好几个世纪，原本属于宗教或慈善自助的团体，而在满清时，具有「反清复明」的政治意识。
此类秘密会社，其入会仪式、伦理规范、人际关系，均类似帮会或是黑帮。

## 歷史
馬來亞最早成立的私會黨是檳城的義興，時間大約是1790年代。另據南洋華僑史研究學者溫雄飛所述，1799年，檳城就已經有天地會中人舉事的記載。
19世紀是天地會在南洋最騷亂的時代，单是在槟城即有和胜公司（1810年）、海山公司（1823年）、存心公司（1820年）、建德堂（大伯公会，1844年）、和合社（1860年代初）、全义社（1860年代初）与义福公司（约1875年）等。
它们多以地缘和方言群为组织脉络，展开活动。至1881年，义兴、建德、和胜、存心、义福和海山六大秘密会社的党员人数，约占当时华族总人口的69%，或男性人口的84.6%4。人数如此之多，当然不能称为“秘密会社”，而就是“会社”了。只因其入会仪式、行事做风，与帮派会党相似，故一般仍以秘密会社或私会党来称呼。其实这些私会党几乎完全与地域方言团体叠合。
他们的初期组织结构是：「海山」与「义兴」，多成立于三州府的檳榔嶼、馬六甲及新加坡，之后散布各个馬來亞有華人定居的各处，初期为同乡互助福利团体，后演变互相争斗的帮派组织。会员均服从会中领袖的命令及约束。他们称其领袖为大哥，这些私会党分作四个、八个或十二个主要干部，然后分成许多支派，每个干部及每个支派，都有一位头目管理。
莱佛士描述私会党强制华人入党的情形，迫使他们就范，否则受到毒打，甚至被杀害。以当时的情形看来，南来的华人一无所有，他们别无选择，只有被迫参加这些私会党。
根据史载，私会党后来竟分成两大派系，一为义兴，一为海山。这两大派系吸纳來自不同省、籍的華人，且以拉律的暴乱为最严重的冲突实例。
霹雳的暴动也称拉律暴动。拉律以产锡闻名，起初归海山党人开采，首领是郑景贵，地盘是在吉利包矿区（即今太平监狱地），另在太平甘文丁，则归义兴党人所发掘，首领为苏亚昌。两党为利而争，兼之籍贯互异，“义兴属粤之四邑，海山属闽南五县”。另一说法，义兴以广府人为主，海山以客家人为主。首次暴动发生于1862年，继之1872及1874年再发生第二及第三次暴动。
1882年，英殖民政府政府修订法令后，不准私会党注册。1889年，明令取缔，但未能禁绝。19世纪末至20世纪初，本土黑幫分化为两个组织洪门和华记两大派。

## 組織運作
从唐山（中国）南来的移民，叫做“新客”，他们来到任何一个地方时，这些会便派人邀请他们入会，假如他们拒绝的话，便会受迫害。由此可见，早期的华人结帮立会，在表面和名义上是讲求兄弟义气，有福共享，有难同当，但实际上却是领袖在培植势力，以向英殖民政府争取更大的利益。
在政治方面，他们是没有浓厚的倾向，虽然标榜“反清复明”，但在利益争夺底下，私会党已沦为争夺地盘的组织了。尽管如此，英人还是没办法控制他们，以致有人形容私会党组织是“政府中的政府”，俨然是馬、星華人社群的“统治者”。

## 知名私會黨
马来亚洪门会各支派从前分裂成大约有九十多支，不过部分已名存实亡。仍然有几十支在江湖上活跃和有一定实力。仍然活跃的洪门会支派约占大马社团70%。各个支派之间都互相敌对以及互相厮杀，只有少部分支派有联系。这与约占大马华人私会党25%的华记有所不同 ，华记俗称‘四窿’，各派之间都会互相连系和团结。另外有独自成立的华人私会党约占5%。其实两大派和其他帮派正式会员也许超过二十万，甚至更多。这些会员也只是挂名而已，极少参于帮派活动。
曾經出現在學術研究報告的社团有義興、海山、義福、和勝、大伯公（建德）、萬安泰、枋廊、甘榜內、大居軒山、小居軒山、新義興、乾坤.

### 洪門
洪门会派系组织有: 泗公360， 小零八，洪金龍 ，红花， 壹点红 ， 義洪鹰，義鳳山，凤凰山， 洪金蘭，北海同裕益社 ，洪一绮，義南閣265，联英社，忠義堂，青蓮堂，洪順堂，家后堂，参太堂，宏化堂，洪義堂洪軍公司，红花亭，小三王，泗公仁義堂，洪金龍，义和社，青龍山，五指山，海山公司，義益公司，合和同，洪河，五色旗，月山社，日山社，全山公司，高溪公司，洪义山，等等。
洪门各派之间都经常联系与交流促进华人的团结与文化传统。

### 華記
华记也不遑多让，约占大马华人社团的20%。
华记俗称‘四窿’或‘四洞’，据说是早期青帮演变而来，主要来自广东的台山、新会，开平和恩平四个县的华人被称作四邑，零四, 四洞和四窿。华记的口号是'水陆平安'。 1990年代，华记和其他派大联盟，如华记，四洞，四窿 ，零四，十八仔，十八罗汉，红地府，369，海青，十八坤堂，或助庆堂等等，在不同的地方不同的称呼。

## 参看
- 三合会
- 洪门
- 青帮
- 大馬華人
- 星州華人
- 馬華歷史